# Крылья (фестиваль)
«Крылья» — ежегодный рок-фестиваль, организованный пивоваренной компанией EFES, производителем пива «Старый мельник». Проводился с 2000 по 2007 год преимущественно на аэродроме в Тушино.
В фестивале традиционно участвовали известные рок-группы, такие как Машина времени, Алиса, Чайф, Агата Кристи. В разное время участниками фестиваля были и иностранные исполнители, такие как Игги Поп, Bloodhound Gang, Athena и Soulfly. В последние годы «Крылья» отошли от изначальной концепции фестиваля «классического» рока: в программе появились как андеграундные команды, играющие металл и альтернативу, так и поп-, фолк- и рэп-коллективы.
«Крылья» оставались одним из немногих российских фестивалей, за выступление на которых исполнители получали гонорар от спонсора.

## Крылья 2000
- Дата проведения: 17 июня 2000 года.
- Место проведения: Москва, Тушинский аэродром.

Участники
Алиса, Король и Шут, Тайм-Аут, Ленинград, Zdob si Zdub, АукцЫон, Гарик Сукачёв, Ва-Банкъ, Би-2, Зерна, Крематорий,  Сплин, Воскресение, Машина времени, Аквариум, Чайф

## Крылья 2001
- Дата проведения: 17 июня 2001 года.
- Место проведения: Москва, Тушинский аэродром.

Участники
Ленинград, Моральный кодекс, Вопли Видоплясова,   Ва-Банкъ, Сплин, Крематорий, Неприкасаемые,  Чайф, Агата Кристи, Би-2, Воскресение, Машина времени

## Крылья 2002
- Дата проведения: 7 июля 2002 года.
- Место проведения: Москва, Тушинский аэродром.

Участники
Лифт, Леприконсы, Мультfильмы, Смысловые Галлюцинации, Танок на майдани Конго, Танцы Минус, Калинов мост, Неприкасаемые, Иван Купала, Воскресение, Zdob si Zdub, Би-2, Машина времени, Ночные Снайперы, Сплин, Аквариум, Игги Поп

## Крылья 2003
- Дата проведения: 5 июля 2003 года.
- Место проведения: Москва, Тушинский аэродром.

Участники
Оригинальная компания, Звери, Ва-Банкъ, СерьГа, Захар Май, Чиж и Ко, Разные люди, Король и Шут, Крематорий, Паперный Т.А..М..., 5’nizza, Машина времени, Би-2, Ночные Снайперы, Кипелов, Zdob si Zdub, Неприкасаемые, Сплин

### Теракт
В этом году на фестивале произошёл теракт с участием чеченских террористок-смертниц, взорвавших себя у касс фестиваля, в результате взрыва погибли 15 человек (это привело к отмене фестиваля Нашествие и виртуальному его проведению в студии «НАШЕго Радио»).

## Крылья 2004
- Дата проведения: 24 июля 2004 года.
- Место проведения: Москва, Лужники.

Участники
Bulldozer, Пилот, Карибасы, АукцЫон, Элизиум, Маркшейдер Кунст, Мельница, Пикник, W.K.?, 5’nizza, Athena, Catharsis, Ария, Эльфийская рукопись, Король и Шут, Кирпичи, Паперный Т.А..М..., Приключения Электроников, Сурганова и оркестр, Вопли Видоплясова, Тараканы!, Би-2, Animal Jazz, Алиса, 7 раса, Звери, Небо Здесь, Гарик Сукачев и Неприкасаемые, Сплин
В связи с терактом, произошедшим на предыдущем фестивале в 2003 г., «Крылья 2004» были проведены на стадионе Лужники под усиленной охраной милиции.

## Крылья 2005
- Дата проведения: 23—24 июля 2005 года.
- Место проведения: Москва, Тушинский аэродром

Участники
23 июля: Drum Ecstasy, Кедры-Выдры, Zverобой, Пасхальное шествие, Фруктовый кефир, W.K.?, Торба-на-Круче, И друг мой грузовик, Сергей Бабкин, Ёлка, Jane Air, Animal Jazz, Бутусов и Ю-Питер, Tequilajazzz, Кирпичи, Психея, Ария, Король и Шут, Обморок и мама, Сурганова и оркестр, Чиж и Ко, 5'Nizza, Александр Кутиков и Нюанc, Машина времени, Би-2, Алиса, Сплин
24 июля: La Comparsa Primera, Воланд, Скрэтч, Морэ & Рэльсы, Индрик-зверь, Корней, Cabernet Deneuve, Мара, СерьГа, Ва-Банкъ, Catharsis, Tracktor Bowling, 7 раса, Дети Пикассо, FAQ, Наив, Блондинка Ксю, Братья Грим, Агата Кристи, Billy’s Band, Браво, Пилот, Кипелов, Чайф, Уматурман, Земфира

## Крылья 2006
- Дата проведения: 29—30 июля 2006 года.
- Место проведения: Москва, Тушинский аэродром.

Участники
29 июля: Ананас, Седьмой город, Naka, Гандурас, Сакмаров-Бэнд, Гоnja, Чичерина, ТТ-34, Армен Григорян и «3' Ангел», Калинов мост, Разные люди, Пикник, АукцЫон, Машина времени, Чиж и Ко, Mystery Juice, Matmatah, Bloodhound Gang
30 июля: Nikel, Znaki, Бобры, Бригадный подряд, Tracktor Bowling, Жили-были, Ёлка, Ведущий бэнд, FAQ, Танок на майдани Конго, Пилот, Zdob si Zdub, Brainstorm, OK Go, N&SK, Океан Ельзи, Soulfly, Чайф

## Крылья 2007
- Дата проведения: 21—22 июля 2007 года.
- Место проведения: Москва, Тушинский аэродром.

Участники
21 июля: Jukebox, Intacto, Stigmata, Барокко-флэш, Z.I.M.A., Провода, Znaki, Ногу Свело, 7 раса, Amatory, Sun Say, Кирпичи, Психея, Billy's Band, Мельница, Воскресение, Сурганова и оркестр, Spooky Jam, Ария, Алиса
22 июля: Jukebox, Театр теней, Команда Сталинград, Дельта, Море и корабли, Maio, Sixth Sense, Оригами, Jane Air, Наив, Инна Желанная, Паперный Т.А..М..., Fun-Da-Mental, Король и Шут, Браво, Hazmat Modine, Пилот, Pleymo, Сплин, Натали Имбрулья
С 2008 года фестиваль не проводился, так как компания «Старый мельник» отказалась его финансировать. Однако в 2013 году фестиваль был проведен в обновленном формате.

## Крылья 2013
- Дата проведения: 3—4 августа 2013 года.
- Место проведения: Малоярославец, Калужская область.

Участники
3 августа: С Облаков, Команда Баг, Новости, Ангел НеБес, Тролль Гнет Ель, Смысловые Галлюцинации, Вася Обломов, Сурганова и оркестр, Пилот
4 августа: Северо-Восток, Сухие, Ляпис Трубецкой, ГильZa, Ундервуд, All in, Zdob si Zdub, Браво, Brainstorm, Мумий Тролль

## Память о теракте
- «Крылья», аранжировка песни «Я свободен», сделанная гитаристом Сергеем Мавриным; включён в альбом «Обратная сторона реальности»[2].
- Песня «Кровавый банкет (Крылья)» группы «Ангел НЕбес»  посвящена жертвам теракта[3].
- Песня «Сны» группы «Солнце»